# Vlada Roslyakova
Vlada Roslyakova (en ruso: Влада Рослякова) (Omsk, Siberia, 8 de julio de 1987) es una supermodelo rusa.
Es conocida por su distintivo paso al caminar en la pasarela y, principalmente, por su apariencia similar a la de una muñeca. Ha aparecido en más de 400 portadas de revistas, incluidas las de Elle y Vogue. Es considerada una de las mejores modelos de la década del 2000 y una de las modelos rusas más influyentes de todos los tiempos junto a Natalia Vodianova y Natasha Poly.
En la temporada de Otoño/Invierno del 2006, Vlada logró el récord por la mayor cantidad de shows caminados por una modelo hasta la fecha (91 shows), récord que aún mantiene. Es considerada por muchos medios la «Modelo del año 2006».

## Carrera
Cuando comenzó a modelar, Roslyakova cambió su nombre de Elena a Vlada con el objetivo de distinguirse de una modelo llamada Elena Rosenkova. Entonces, Roslyakova comenzó a modelar en Rusia, luego se trasladó a Tokio. Cuando llegó a Nueva York en 2004, comenzó a modelar para diseñadores reconocidos. Ella describe sus comienzos en la industria de la moda como «duros y aterradores», ya que tuvo que dejar a su familia en Rusia a los 15 años y no hablaba una sola palabra de inglés. Debutó en la semana de Primavera/Verano del 2005.
Se caracterizó por su estilo feroz pero a la vez elegante de caminar en las pasarelas. En 2011, durante una entrevista dijo: «Me gusta desfilar, sentir la música, sentir la ropa, mover mis caderas..»
En 2006, Vlada obtuvo el récord por ser la modelo que mayor cantidad de shows ha logrado hacer en una temporada (91 shows), récord que ninguna modelo a la fecha han logrado romper.
Sus campañas publicitarias incluyen Nina Ricci, Moschino Cheap & Chic, D&G, Vera Wang Bridal, Burberry Blue Label, Hermès, Miss Sixty, Max Mara, Christian Lacroix, Christian Lacroix Fragrance, Dolce & Gabbana, Jill Stuart Beauty, Jill Stuart Fragrance, Derercuny, DKNY, Daks Japan, Karl Lagerfeld y Lacoste.
En la pasarela sus créditos incluyen haber trabajado para diseñadores de moda como Alberta Ferretti, Alexander McQueen, Balenciaga, Burberry Prorsum, Calvin Klein, Celine, Chanel, Chloé, Christian Dior, Dolce & Gabbana, Emanuel Ungaro, Fendi, Givenchy, Giorgio Armani, Gucci, Hermès, Jil Sander, Kenzo, Lanvin, Loewe, Louis Vuitton, Max Mara, Missoni, Miu Miu. Moschino, Prada, Roberto Cavalli, Salvatore Ferragamo, Sonia Rykiel, Stella McCartney, Valentino, Versace, Viktor & Rolf e Yves Saint Laurent.

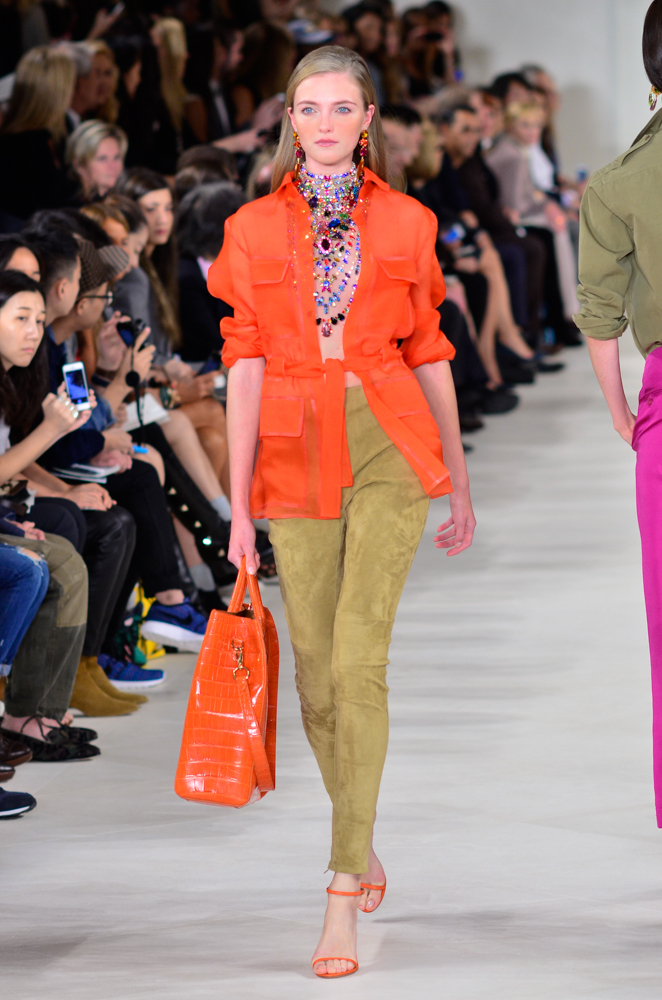
Vlada Roslyakova desfilando para Ralph Lauren en 2015.

Christian Lacroix la consideró una de sus más grandes musas.
Entre las agencias en las que ha trabajado están Women Management, Eskimo Model Management - Paris Models 1, MY Model Management, Seúl, y Voice Models, Tokio.
Vogue Paris, la declaró una de las 30 mejores modelos de la década de 2000.
Vlada fue el rostro de la campaña publicitaria primavera/verano 2011 de Swarovski.
En el 2020 apareció en la campaña de Primavera/Verano de Badgely Mischka y también participó en la campaña de colaboración de Desigual con Christian Lacroix.
Actualmente reside en Manhattan, Nueva York.

## Galería
- Wikimedia Commons alberga una categoría multimedia sobre Vlada Roslyakova.

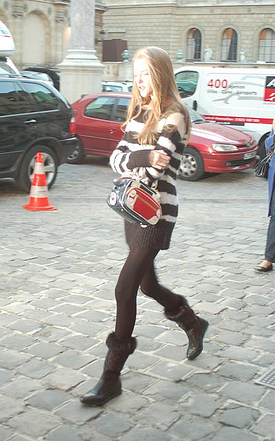
Vlada Roslyakova (abril de 2007)
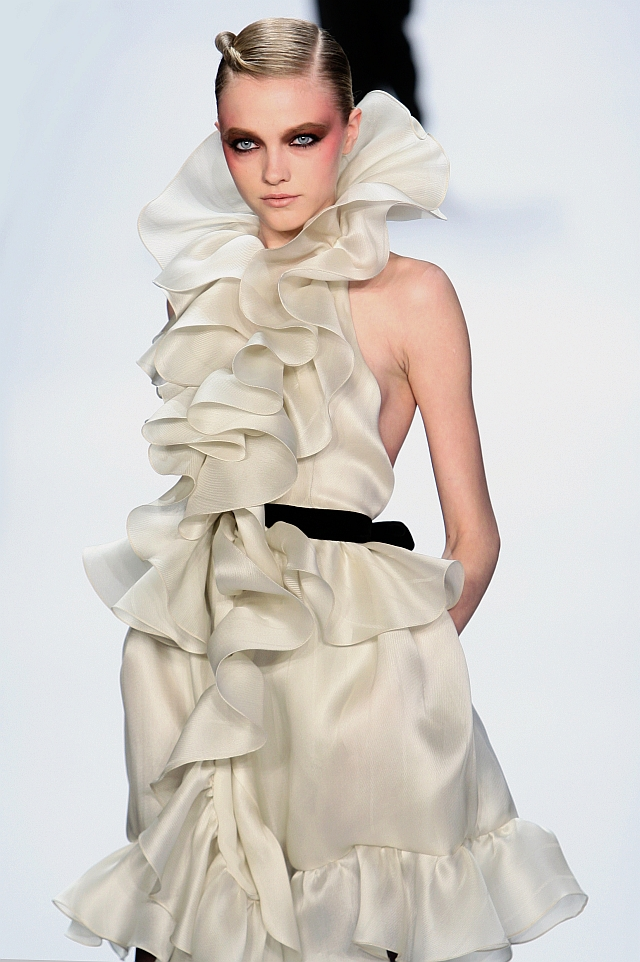
Vlada Roslyakova (abril de 2007)
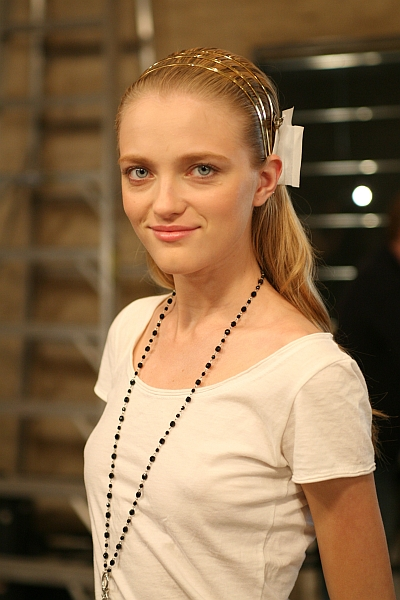
Vlada Roslyakova (abril de 2007)
vlada roslyakova 2024vlada roslyakova 2024